# Роня, дъщерята на разбойника
Роня, дъщерята на разбойника (на шведски: Ronja Rövardotter) е книга от известната шведска детска писателка Астрид Линдгрен. За първи път е публикувана през 1981 г.

## Сюжет
Внимание:  Текстът по-долу разкрива сюжета на произведението (или части от него)!
Главната героиня, Роня, е момиче, което израства в замък в гората, сред група разбойници. Тя е първата и единствена дъщеря на главатаря Матис и неговата жена Ловис. Матисовият замък е разцепен на две от мълния в нощта, когато се ражда Роня, и се налага хората на Матис да живеят само в едната половина. Разбойническият главатар обожава своята дъщеря и се надява един ден тя да го наследи. Роня расте и постепенно опознава гората наоколо и приказните същества, които я обитават: дивите витри, сивите джуджета, опашатите таласъмчета. Един ден открива момче на нейната възраст от другата страна на Дяволското гърло (така наричат дълбоката пропаст, разделила замъка на две). Това е Бирк, син на разбойническия главатар Бурка, с когото Матис е във вражда, започната още от дедите им. Роня разбира, че хората на Бурка са се нанесли в другата половина на Матисовия замък. След размяна на предизвикателни реплики, двете деца започват да прескачат Дяволското гърло. Бирк едва не пропада, но Роня го спасява от смърт.
Матис е вбесен от пришълците, ала не може да ги прогони. Разговорът му с Бурка провокира любопитството на Роня и баща ѝ се вижда принуден да признае за първи път пред нея с какво се занимава – с грабеж. За негово разочарование Роня твърдо отказва да следва неговия път и да бъде главатар на разбойниците.
Докато обхожда гората, Роня неведнъж се натъква на Бирк Буркасон и постепенно се сприятелява с него. Той също ѝ спасява живота неведнъж. Двамата си обещават да бъдат брат и сестра, но идва тежка зима и те не могат да излизат и да се виждат навън. Роня се опитва да разчисти подземния проход между двете половини на замъка от затрупалите го камъни. След дълги и упорити усилия, начинанието ѝ се увенчава с успех: тя се събира с Бирк, който също е разчиствал прохода от своята страна. Роня разбира, че в другата половина на замъка всички гладуват. Тя тайно изнася храна за Бирк и припаси, които той също така тайно добавя към оскъдните запаси на своя клан.
Идва пролет и децата могат отново да се срещат на воля в гората. В същото време обаче техните семейства водят кръвопролитни битки. Матис пленява Бирк и иска да го използва, за да изгони завинаги клана на Бурка. В желанието си да предотврати това, Роня прескача Дяволското гърло и се оставя да бъде пленена от семейството на Бирк и впоследствие разменена срещу него. Матис се отрича от дъщеря си.
Роня не може да понася мълчанието на Матис, а Бирк – упреците на своето семейство. Двете деца напускат замъка и заживяват заедно в Мечата пещера (убежище на Матис от младежките му години). Прекарват необикновено лято, което затвърждава дружбата им. Провизиите им, обаче, са на привършване, когато един от Матисовите разбойници идва по поръчение на Ловис. Той носи хляб и новини: за разбойниците са настанали тежки времена, тъй като стражниците на управника са плъзнали в гората и ги преследват; Матис все още не може да прости на Роня. Скоро след това идва и Ловис, която разказва на Роня, че баща ѝ тайно страда силно по нея. Бирк е угнетен, че ще загуби Роня, защото е ясно, че двамата не биха оцелели през зимата в пещерата.
Матис идва разкаян и моли Роня да се върне заедно с Бирк. Децата се прибират при семействата си. По съвет на Пер Черепа (най-стария разбойник), Матис предлага на Бурка да се обединят, за да се справят успешно с атаките на управника. След двубой, за абсолютен главатар е признат Матис. На тържеството по случай обединението, Бирк заявява, че също като Роня не желае да стане разбойник.
Пер Черепа умира от старост, но преди това разкрива на Роня тайната за съществуването на сребърна планина, която ще ѝ даде възможност да живее, без да се занимава с разбойничество. Роня споделя тайната с Бирк. Пролетта идва и двамата отново се готвят да заживеят в Мечата пещера, този път с благословията на Матис.

## Герои
Имената на героите  в оригинал (на шведски) са дадени в скоби.
- Роня (Ronja): единствената дъщеря на главатаря Матис. Тя е тъмноока, чернокоса, „красива като малка дива витра“. Гъвкава, ловка и дръзновена, Роня бързо се научава да бъде самостоятелна, докато опознава гората около замъка. Сприятелява се с Бирк и се измъчва заради враждата между техните семейства. Любимка е на разбойниците, но не желае да стане техен главатар и да ограбва невинни хора.
- Бирк Буркасон (Birk Borkason): единственият син на главатаря Бурка. Червенокос е като баща си. Роден е в същата нощ като Роня и е смел и ловък като нея. Често се усмихва и като цяло е по-спокоен от Роня, но може да бъде и много честолюбив. Обиква Роня и двамата си обещават да бъдат брат и сестра. Няколко пъти си спасяват живота един на друг. Бирк също като Роня не иска да бъде разбойник.
- Матис (Mattis): страховит разбойнически главатар, любящ и нежен баща на Роня, господар на замък. Матис е висок, строен, тъмнокос и брадат. Упорит, буен и честолюбив е, на моменти склонен към безразсъдство. Огромната му обич към единствената му дъщеря го преобразява.
- Ловис (Lovis): майката на Роня, жена на Матис. Тя е доста хладнокръвна, дейна и способна. Умее да овладява буйствата на Матис, винаги усеща кога Роня има нужда от нещо. Грижи се за домакинството, лекува болести и рани. Вечер винаги пее „Вълчата песен“ за лека нощ.
- Бурка (Borka): заклетият враг на Матис, също страшен разбойнически главатар. Той е по-нисък от Матис, но як, с широка гръд и стърчащи червени коси. Като деца разбойническите главатари са били приятели, преди да бъдат увлечени в старата вражда между семействата им. След двубой, в който Матис успява не без усилие да победи, Бурка и Матис се сдобряват и обединяват силите си.
- Ундис (Undis): майката на Бирк, съпруга на Бурка. Доста рязка и устата.
- Разбойници: и двамата главатари предвождат по дванадесет разбойници. Разбойниците на Матис са:
  - Пер Черепа (Skalle-Per): най-старият от всички. Знае много и дава добри съвети и на Матис, и на Роня. Има своите малки, леко комични слабости на моменти. В младостта си е спасил живота на сиво джудже от дивите витри и е научил тайната за съществуването на вълшебна сребърна планина. Понеже знае, че разбойниците биха плячкосали всичко, разказва тази история единствено на Роня, преди да умре от старост. Матис е дълбоко покрусен от смъртта му.
  - Чеге (Tjegge)
  - Пелйе (Pelje)
  - Фюсок (Fjosok)
  - Ютис (Jutis)
  - Йоен (Joen)
  - Лабас (Labbas)
  - Кнотас (Knotas)
  - Тюре (Turre)
  - Чурм (Tjorm)
  - Стуркас (Sturkas): пострадва при сблъсък с разбойниците на Бурка. Улучен е в шията, но Ловис успява да го излекува. Главата му остава наклонена на една страна, което му придава тъжен вид, макар че всъщност той е весел и жизнерадостен.
  - Малък Клипен (Lill-Klippen): разбойникът, който е изпратен от Ловис в Мечата пещера да повика Роня.
- Приказни същества, обитаващи гората:
  - Диви витри (Vildvittror): красиви, летящи и много жестоки същества от женски пол, напомнящи харпии. Обичат да измъчват жертвите си и докато кръжат над тях, обикновено описват как ще ги дерат и разкъсват или ще ги отведат в планината и обрекат на робски труд.
  - Сиви джуджета (Grådvärgar): малки сиви джуджета, които се движат на големи групи. Не са опасни, освен ако не усетят, че се страхуваш от тях. При първото излизане на Роня в гората, те я нападат, повтаряйки: „хапете и трепете“, преди да бъдат разпръснати със замах от Матис.
  - Опашати таласъмчета (Rumpnissar): същества с дребни сбръчкани личица и остра щръкнала коса. Обикновено са мирни и добронамерени, но е трудно да се общува с тях. Говорят особено.
  - Подземни същества: изкачват се от подземното си царство само когато има мъгла и с омайните си песни примамват хората. Бирк спасява Роня, когато тя се поддава на тяхната магия.
  - Среднощни тролове: танцуват нощем, като се поклащат и пеят. Песента им наподобява ръмжене и звучи „старовремски и печално“.
- Управника: враг на разбойниците, изпраща своите стражници в гората. Заловените разбойници ги очаква тъмница и обесване.

## Основни теми, междукултурни препратки и мотиви
- Взаимоотношенията родители-деца са основна тема в книгата и са представени различни аспекти на тази проблематика.
  - Силната връзка баща-дъщеря проличава многократно в отношенията на Роня и Матис. За Роня баща ѝ е добър, силен и красив – онзи, когото обича най-много, преди Бирк да заеме също важно място в сърето ѝ (но не и да измести изцяло Матис). От своя страна страховитият разбойник се променя до неузнаваемост при общуването с дъщеря си. Той е във възторг, когато храни съвсем малката Роня и съвсем не се смущава, че изпръскан с каша изглежда нелепо за разбойнически главатар. Докато тя расте, Матис неведнъж се представя не само като грижовен и любящ закрилник, но и като родител, който не иска да ограничава свободата на детето си. Дори след най-сериозния им конфликт, неумолимият по принцип разбойник накрая се пречупва и е готов на всякакви компромиси, за да се върне Роня при него.
  - Не по-маловажна е ролята на майката. Ловис винаги усеща най-добре от какво има нужда Роня (било то хляб, свобода или песен) и намира начин да го осигури. Усещането за дом е неизменно свързано с присъствието на Ловис. Майката се грижи за реда и чистотата, за храната, за здравето, за добрите отношения в семейството.
- В отношенията между семействата на Роня и Бирк откриваме мотиви от „Ромео и Жулиета“. Астрид Линдгрен показва как възрастните са способни да водят по навик война, чиито причини отдавна са забравени, докато децата лесно намират пътя на приятелството. Главатарите Матис и Бурка също са били приятели като деца, преди грубата намесата на своите родители. Дружбата между момичето Роня и момчето Бирк, обаче, е това, което решително се противопоставя на старата семейна вражда и тук, за разлика от трагедията на Шекспир, развръзката е щастлива.
- Друг основен проблем в книгата е същността на разбойничеството: романтика, дързост и слава или груба престъпна действителност. Опитът на Матис да се представи пред Роня в положителна светлина като благороден Робин Худ, който взема от богатите, за да даде на бедните, е развенчан с насмешка от Пер Черепа – разбойниците не помагат на хората, те се облагодетелстват за сметка на невинните си жертви. И тук децата – Роня и Бирк, се противопоставят на родителите си, като се обявяват против ненужната жестокост и отказват да следват техния път.
- В преживелиците на Роня и Бирк през лятото, когато напускат своите семейства, се забелязва познат мотив от Робинзон Крузо: как да оцелееш сам сред природата. Децата сами си подреждат подслон; правят си оръжия, за да се отбраняват от дивите зверове; ловят риба и дивеч, за да се прехранват; опитомяват кобила, която им дава мляко; обяздват два диви жребеца; възползват се пълноценно от различните възможности, които предлага гората.
- Има известни сходства между някои от приказните горски обитатели и някои митологични същества – скандинавските троли, древногръцките харпии.

## Адаптации
- През 1984 г. по книгата е направен филм. Режисьор е Т. Даниелсон. Ролята на Роня изиграва Хана Зетерберг.